# Soziologie im Nationalsozialismus/Berufungen westdeutscher Soziologieprofessoren in der Nachkriegszeit
In dieser Liste von Berufungen werden Soziologen aufgeführt, die von 1947 bis 1962 in Westdeutschland eine Professur antraten. Sie endet 1962, dem Jahr, in dem mit Hans Linde, der letzte Soziologe auf einen Lehrstuhl berufen wurde, der bereits in der Zeit nationalsozialistischer Herrschaft wissenschaftlich tätig gewesen war. Nicht gelistet sind Hans Freyer und Gunther Ipsen, die im „Dritten Reich“ Soziologieprofessoren gewesen waren und in der Bundesrepublik an der Universität Münster als Emeriti lehrten.  
| Jahr der Berufung | Name                         | Hochschule                                                    | Titel                                                                                     | Wissenschaftliche Tätigkeit in der Zeit des Nationalsozialismus |
| ----------------- | ---------------------------- | ------------------------------------------------------------- | ----------------------------------------------------------------------------------------- | --- |
| 1947              | Arnold Gehlen                | Hochschule für Verwaltungswissenschaften Speyer               | Professor für Psychologie und Soziologie                                                  | Professor für Philosophie in Leipzig (1934), Königsberg (1938), Wien (1940). |
| 1947              | Alfred von Martin            | Universität München                                           | Außerordentlicher Professor für Soziologie                                                | Seit 1932 Privatgelehrter, Innere Emigration. |
| 1948              | Gerhard Mackenroth           | Universität Kiel                                              | Professor für Soziologie und Sozialwissenschaft                                           | Außerordentlicher Professor für Theoretische Nationalökonomie, Wirtschaftspolitik und Statistik in Kiel (1934), Reichsuniversität Straßburg (1941). Leiter der Hochschularbeitsgemeinschaft für Raumforschung Straßburg.                                                                                                |
| 1948              | Herbert Sultan               | Universität Heidelberg                                        | Außerordentlicher Professor für Finanzwirtschaft                                          | Bevölkerungsstatistische Auftragsarbeit im englischen Exil. |
| 1949              | Max Horkheimer               | Universität Frankfurt am Main                                 | Professor für Philosophie und Soziologie                                                  | Leitung des Instituts für Sozialforschung im amerikanischen Exil. |
| 1949              | René König                   | Universität Köln                                              | Professor für Soziologie                                                                  | Privatdozent und außerordentlicher Professor für Soziologie im schweizerischen Exil. |
| 1949              | Helmut Schelsky              | Akademie für Gemeinwirtschaft, Hamburg                        | Professor für Soziologie                                                                  | Assistent Arnold Gehlens in Leipzig und Königsberg sowie Hans Freyers in Budapest, Professor für Soziologie der Reichsuniversität Straßburg (1943), Lehrbetrieb konnte nicht mehr aufgenommen werden. |
| 1949              | Max Ernst zu Solms-Rödelheim | Hochschule für Arbeit, Politik und Wirtschaft, Wilhelmshaven  | Professor für Soziologie                                                                  | „Kriegswichtige Forschung“ für die Reichsarbeitsgemeinschaft für Raumforschung. |
| 1951              | Otto Stammer                 | Freie Universität Berlin                                      | Außerordentlicher Professor für Politikwissenschaft und Soziologie                        | Keine wissenschaftliche Tätigkeit (Manager in verschiedenen Positionen in der pharmazeutischen Industrie). |
| 1951              | Werner Ziegenfuß             | Hochschule für Wirtschafts- und Sozialwissenschaften Nürnberg | Professor für Soziologie                                                                  | Ab 1942 habilitierter Dozent für Wirtschaftspädagogik der Wirtschaftshochschule Berlin. |
| 1953              | Theodor W. Adorno            | Universität Frankfurt am Main                                 | Außerordentlicher Professor für Philosophie und Soziologie                                | Mitarbeiter des Instituts für Sozialforschung im amerikanischen Exil. |
| 1953              | Carl Jantke                  | Akademie für Gemeinwirtschaft, Hamburg                        | Professor für Soziologie                                                                  | Seit 1939 habilitierter Dozent an der Universität Königsberg, der Ostpreußischen Verwaltungsakademie und der Handelshochschule Königsberg. Seit 1936 beteiligte sich Jantke im Rahmen der Hochschularbeitsgemeinschaft für Raumforschung Königsberg an "Erhebungen über die ländlichen Wohnverhältnisse in Ostpreußen." |
| 1954              | Arnold Bergstraesser         | Universität Freiburg im Breisgau                              | Professor für Soziologie und Politikwissenschaft                                          | 1933 bis 1934 Professor an der Staats- und Wirtschaftswissenschaftlichen Fakultät der Universität Heidelberg. Nach der Emigration (1937) bis 1954 Lehre an verschiedenen amerikanischen Universitäten, zuletzt als Professor für Deutsche Literatur und Geschichte an der Universität Chicago.                          |
| 1955              | Hans-Joachim Lieber          | Freie Universität Berlin                                      | Professor für Philosophie und Soziologie                                                  | Keine wissenschaftliche Tätigkeit (Student, Promotion 1945). |
| 1955              | Karl Valentin Müller         | Hochschule für Wirtschafts- und Sozialwissenschaften Nürnberg | Professor Soziologie und Sozialanthropologie                                              | Betrieb seit 1938 als Professor an der Universität Leipzig und der Universität Prag Rassenforschung. Stellvertretender Leiter der Prager Hochschularbeitsgemeinschaft für Raumforschung. |
| 1956              | Walter Sulzbach              | Universität Frankfurt am Main                                 | Professor für Soziologie und Politikwissenschaft                                          | Exil: Professor für Soziologie an einem College in Claremont (Kalifornien). |
| 1956              | Gerhard Wurzbacher           | Universität Kiel                                              | Professor für Soziologie                                                                  | Bevölkerungsstudien als Gaueinsatzreferent in der Grenzmark Posen-Westpreußen, 1939 promoviert. Stipendiat der Berliner Hochschularbeitsgemeinschaft für Raumforschung. |
| 1957              | Eduard Baumgarten            | Wirtschaftshochschule Mannheim                                | Professor für Soziologie                                                                  | Habilitation 1936, seit 1940 Professor für Philosophie an der Universität Königsberg |
| 1957              | Julius Kraft                 | Universität Frankfurt am Main                                 | Professor für Gesellschaftswissenschaft                                                   | Exil: 1939 Privatdozent an der Universität Utrecht, später Dozent an amerikanischen Hochschulen. |
| 1957              | Wilhelm Emil Mühlmann        | Universität Mainz                                             | Professor für Ethnologie und mit einer Venia für „Soziologie, speziell Völkerpsychologie“ | Habilitation 1938, ab 1939 Privatdozent für Völkerkunde und Völkerpsychologie am Kaiser-Wilhelm-Institut, Berlin. |
| 1958              | Ralf Dahrendorf              | Akademie für Gemeinwirtschaft, Hamburg                        | Professor für Soziologie                                                                  | Keine, Beginn des Studiums nach 1945. |
| 1958              | Emerich K. Francis           | Universität München                                           | Professor für Soziologie                                                                  | Im englischen und kanadischen Exil keine. |
| 1959              | Hans Paul Bahrdt             | Technische Hochschule Hannover                                | außerordentlicher Professor für Soziologie                                                | Keine, Beginn des Studiums nach 1945. |
| 1959              | Karl Gustav Specht           | Hochschule für Wirtschafts- und Sozialwissenschaften Nürnberg | Professor für Soziologie                                                                  | Assistent bei Leopold von Wiese. |
| 1960              | Heinz Maus                   | Universität Marburg                                           | Professor für Soziologie                                                                  | Keine, mehrfach inhaftiert. |
| 1961              | Karl Martin Bolte            | Akademie für Gemeinwirtschaft, Hamburg                        | Professor für Soziologie                                                                  | Keine, Beginn des Studiums nach 1945. |
| 1961              | Heinz Kluth                  | Universität Hamburg                                           | Professor für Soziologie                                                                  | Keine, Beginn des Studiums nach 1945. |
| 1961              | Walter Rüegg                 | Universität Frankfurt am Main                                 | Professor für Soziologie                                                                  | Keine, Schweizer Staatsbürger, Gymnasiallehrer in Zürich |
| 1962              | Dieter Claessens             | Universität Münster                                           | Professor für Soziologie                                                                  | Keine, Beginn des Studiums nach 1945. |
| 1962              | Gottfried Eisermann          | Universität Bonn                                              | Professor für Soziologie                                                                  | Keine, Studienabschluss erst 1945. |
| 1962              | Christian von Ferber         | Technische Hochschule Hannover                                | Professor für Soziologie                                                                  | Keine, Studienabschluss erst 1945. |
| 1962              | Ludwig von Friedeburg        | Freie Universität Berlin                                      | Professor für Soziologie                                                                  | Keine, Studienabschluss erst 1945. |
| 1962              | Hans Linde                   | Technische Hochschule Karlsruhe                               | Professor für Soziologie                                                                  | Forschungen für die Reichsstelle für Raumordnung. |
| 1962              | Ernst Topitsch               | Universität Heidelberg                                        | Professor für Soziologie                                                                  | Keine, Ende des Studiums erst nach Kriegsende. |